# ادای نذر ۱۶۶۲
ادای نذر ۱۶۶۲ (به فرانسوی: Ex-Voto de 1662) نام یکی از مهمترین آثار نقاشی فیلیپ دو شامپانی است که در حال حاضر در موزه لوور نگهداری می‌شود. این نقاشی تصویر معجزه راهبه‌های سیسترسی‌ها را نشان می‌دهد که گفته شده در صومعه پورت-رویال-د-شان رخ داده‌است.